# Wayne County (North Carolina)
Wayne County ist ein County im Bundesstaat North Carolina der Vereinigten Staaten. Der Verwaltungssitz (County Seat) ist Goldsboro, das nach Major Matthew Goldsborough benannt wurde, einem späteren Eisenbahningenieur.

## Geographie
Das County liegt im mittleren Osten von North Carolina und hat eine Fläche von 1442 Quadratkilometern, wovon 11 Quadratkilometer Wasserfläche sind. Es grenzt im Uhrzeigersinn an folgende Countys: Wilson County, Greene County, Lenoir County, Duplin County, Sampson County und Johnston County.
Wayne County ist in zwölf Townships aufgeteilt: Brogden, Buck Swamp, Fork, Goldsboro, Grantham, Great Swamp, Indian Springs, Nahunta, New Hope, Pikeville, Saulston und Stoney Creek.
Das County wird vom Office of Management and Budget zu statistischen Zwecken als Goldsboro, NC Metropolitan Statistical Area geführt.

## Geschichte
Wayne County wurde am 2. November 1779 aus dem nicht mehr existierenden Dobbs County gebildet. Benannt wurde es nach Anthony Wayne, einem General im Amerikanischen Unabhängigkeitskrieg.

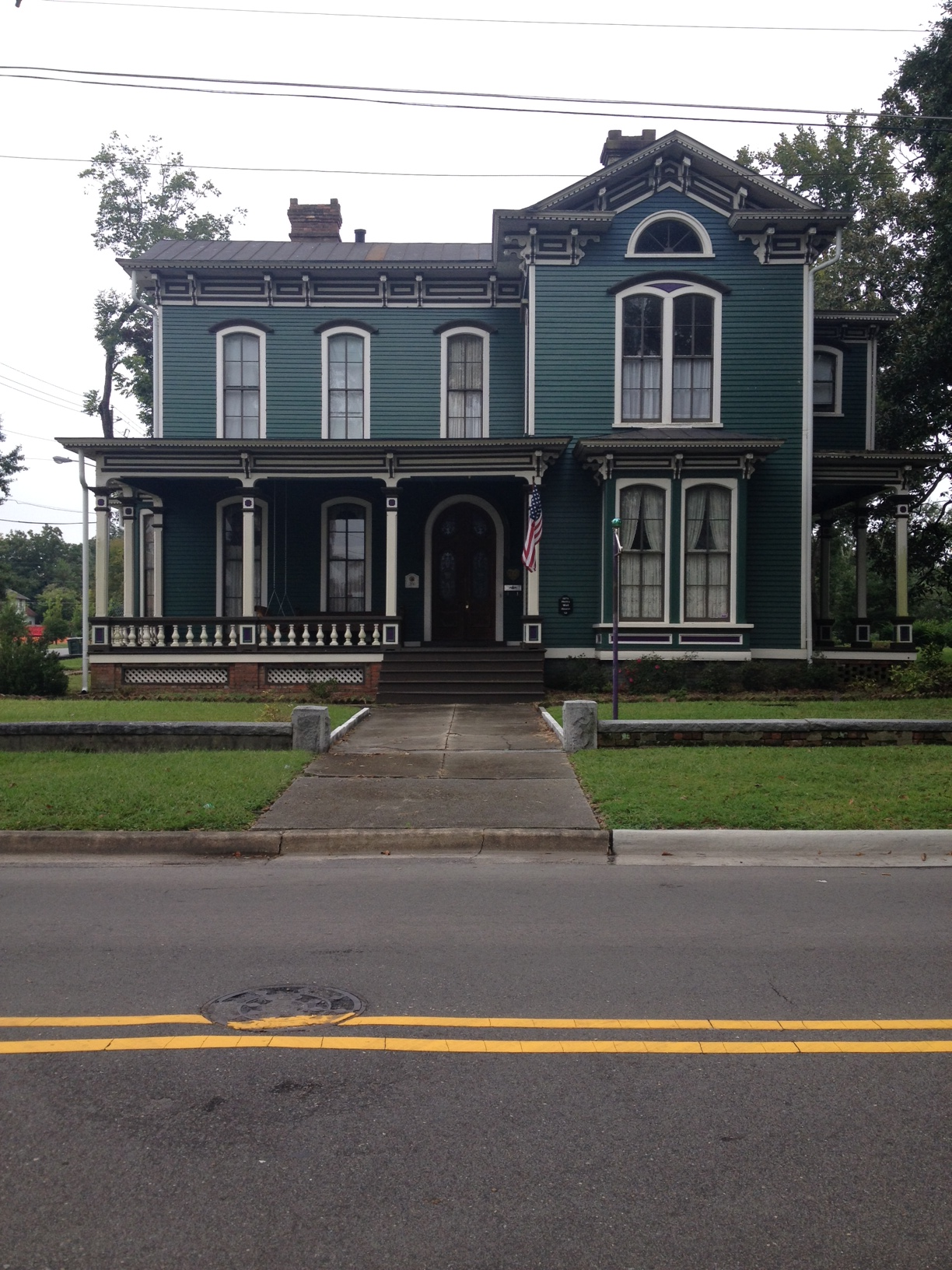
Die Solomon and Henry Weil Houses (2014) sind einer von 17 Einträgen des Countys im National Register of Historic Places.

17 Bauwerke und Stätten des Countys sind insgesamt im National Register of Historic Places eingetragen (Stand 18. März 2018).

## Demografische Daten
Nach der Volkszählung im Jahr 2000 lebten im Wayne County 113.329 Menschen. Davon wohnten 4.635 Personen in Sammelunterkünften, die anderen Einwohner lebten in 42.612 Haushalten und 30.254 Familien. Die Bevölkerungsdichte betrug 79 Einwohner pro Quadratkilometer. Ethnisch betrachtet setzte sich die Bevölkerung zusammen aus 61,28 Prozent Weißen, 33,02 Prozent Afroamerikanern, 0,36 Prozent amerikanischen Ureinwohnern, 0,96 Prozent Asiaten, 0,05 Prozent Bewohnern aus dem pazifischen Inselraum und 3,07 Prozent aus anderen ethnischen Gruppen; 1,25 Prozent stammten von zwei oder mehr Ethnien ab. 4,94 Prozent der Bevölkerung waren spanischer oder lateinamerikanischer Abstammung.
Von den 42.612 Haushalten hatten 34,7 Prozent Kinder unter 18 Jahren, die bei ihnen lebten. 51,6 Prozent davon waren verheiratete, zusammenlebende Paare, 15,4 Prozent waren allein erziehende Mütter und 29,0 Prozent waren keine Familien. 24,5 Prozent waren Singlehaushalte und in 9,0 Prozent lebten Menschen mit 65 Jahren oder älter. Die Durchschnittshaushaltsgröße betrug 2,55 und die durchschnittliche Familiengröße war 3,03 Personen.
26,2 Prozent der Bevölkerung waren unter 18 Jahre alt. 9,9 Prozent zwischen 18 und 24 Jahre, 30,5 Prozent zwischen 25 und 44 Jahre, 21,9 Prozent zwischen 45 und 64, und 11,6 Prozent waren 65 Jahre alt oder Älter. Das Durchschnittsalter betrug 35 Jahre. Auf alle weiblichen Personen kamen 97,3 männliche Personen. Auf alle Frauen im Alter von 18 Jahren oder darüber kamen 94,3 Männer.
Das jährliche Durchschnittseinkommen eines Haushalts betrug 33.942 US-Dollar und das jährliche Durchschnittseinkommen einer Familie betrug 40.492 $. Männer hatten ein durchschnittliches Einkommen von 28.396 $, Frauen 21.854 $. Das Prokopfeinkommen betrug 17.010 $. 13,8 Prozent der Bevölkerung und 10,2 Prozent der Familien lebten unterhalb der Armutsgrenze, darunter waren 18,6 Prozent der Kinder und Jugendlichen unter 18 Jahre und 15,2 Prozent der ab 65-Jährigen.